# Прожектор

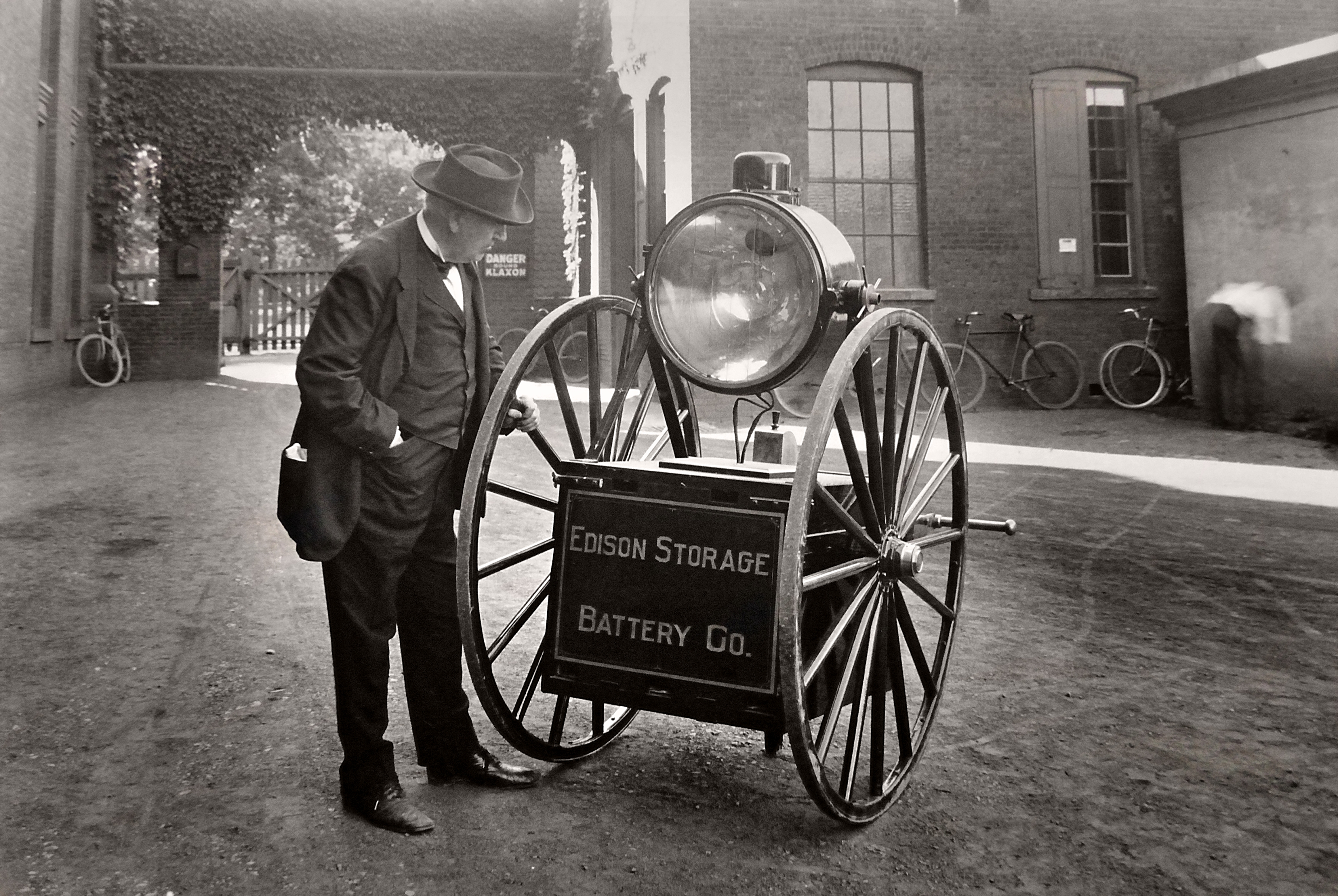
Перший прожектор Едісона

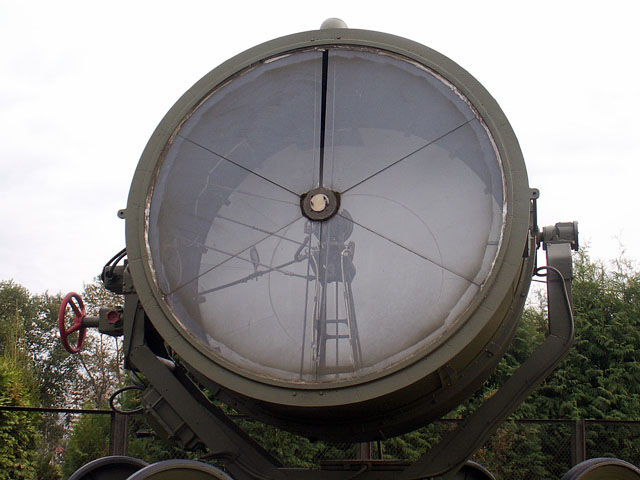
Прожектор далекої дії

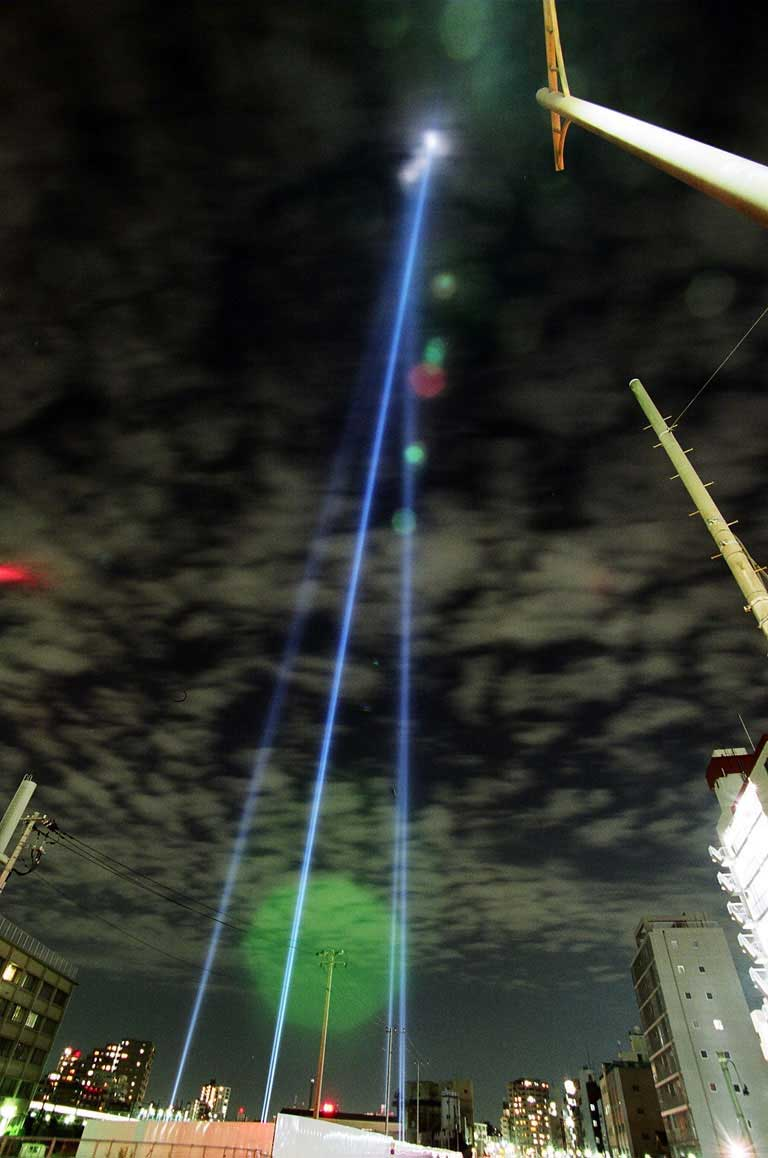
Прожектори висвітлюють перспективу Токійської телевежі

Проже́ктор (фр. projecteur, від лат. projectus «кинутий вперед») — світловий прилад, що перерозподіляє світло лампи (ламп) усередині малих тілесних кутів, що забезпечує кутове скупчення світлового потоку.

## Конструкція
Прожектор складається з: корпусу (металевого або пластикового), відбивача світла (металевого, скляного чи пластикового), захисного скла-лінзи, тримача лампи — електричного патрона, джерела світла (лампочки, або світлодіодної матриці)), пуско-регулювальної апаратури (дроссель, імпульсний запалювальний пристрій, конденсатор — для газорозрядних ламп), системи поворотних кріплень. Бувають прожектори промислові та побутові, У прожекторі світловий потік лампи концентрується в обмеженому тілесному (просторовому) куті за допомогою дзеркального відбивача, або дзеркально-лінзової оптичної системи. У військовій справі прожектори використовують для освітлення і сигналізації та мають для цього спеціальні поворотні шторки.

### Класифікація
За способом застосування
- далекої дії, направлені (переважно використовують у військовій та морській справі);
- заливального освітлення (для освітлення культурних, спортивних та інших споруд, об'єктів тощо);
- сигнальні (для передачі та прийому інформації);
- цільові або спеціальні (для освітлення цільовим чином різнорідних об'єктів),

За видом джерела світла
- з лампами розжарення,
- з газорозрядними лампами,
- світлодіодні прожектори.

За допомогою прожекторів заливального освітлення, освітлюються відкриті території (залізничні станції та шляхопроводи, кар'єри, будівельні майданчики, аеродроми, морські та річкові причали та інше), а також фасади будівель, кінознімальні майданчики, театральні сцени й тому подібні об'єкти.
Сигнальні прожектори застосовують для обміну інформацією (світловими проблисками) або для позначення місця розташування того, що має у своєму розпорядженні прожектори (маяки).

## Використання
Під час Першої та Другої світових воєн прожектори відігравали важливу роль у військових операціях, особливо в нічний час. Вони використовувалися для освітлення полів бою, виявлення ворожих літаків і кораблів, а також для координації дій військ.

### Перша світова війна
У Першій світовій війні прожектори були застосовані для підсвічування нічних атак і оборонних позицій. Вони допомагали виявляти рухи противника в темряві, що було особливо важливо в умовах окопної війни. Крім того, прожектори використовувалися на кораблях для виявлення ворожих суден у нічний час.

### Друга світова війна
Під час Другої світової війни роль прожекторів значно зросла. Вони стали ключовим елементом протиповітряної оборони, особливо під час нічних нальотів авіації. Прожектори встановлювалися навколо стратегічно важливих об'єктів і міст, створюючи світлові бар'єри для ворожих бомбардувальників. Їхнє світло допомагало зенітним гарматам наводитися на ціль, підвищуючи ефективність оборони.
Зокрема, під час Битви за Британію в 1940 році прожектори були широко використані для виявлення німецьких бомбардувальників під час нічних рейдів. Це дозволяло британським силам протиповітряної оборони ефективніше протидіяти атакам Люфтваффе.